# (37678) McClure
(37678) McClure est un astéroïde de la ceinture principale.

## Description
(37678) McClure est un astéroïde de la ceinture principale. Il fut découvert le 3 février 1995 à l'Observatoire de Siding Spring par David J. Asher. Il présente une orbite caractérisée par un demi-grand axe de 2,40 UA, une excentricité de 0,29 et une inclinaison de 21,6° par rapport à l'écliptique.

## Compléments